# Lalla (poetessa)
Lalla (Kashmir, 1350 circa – 1400 circa) è stata una poetessa e mistica indiana.
Nota anche col nome di Lalleśvarī ("Signora Lalla") o Lal Ded, Lalla è stata una poetessa in lingua kashmira. Yoginī di casta brahmanica, e anche allieva di un maestro sufi, compose quartine nelle quali mostrò un intenso trasporto verso il divino.